# Espectáculo de medio tiempo del Super Bowl LIV
El espectáculo de medio tiempo del Super Bowl LIV se llevó a cabo el 2 de febrero de 2020 en el Hard Rock Stadium, ubicado en la ciudad de  Miami Gardens, Florida, como parte de la 54.ª edición del Super Bowl. La actuación fue encabezada en conjunto por la estadounidense Jennifer Lopez y la colombiana Shakira, además de tener como invitados especiales a J Balvin, Bad Bunny y Emme Muñiz. Durante el espectáculo, ambas artistas interpretaron varios de sus temas más populares como «She Wolf», «Whenever, Wherever», «Jenny from the Block» y «On the Floor».
La actuación fue aclamada por la crítica, quienes destacaron las habilidades de baile de ambas artistas, el mensaje en contra de las políticas de gobierno de Donald Trump y la inclusión de la música latina. No obstante, hubo algunas quejas de parte de críticos y la audiencia por la sincronía de labios de ambas durante el espectáculo, así como la carencia de un tributo a Kobe Bryant. Por otra parte, la actuación fue vista en vivo por televisión por 103 millones de personas en los Estados Unidos. Asimismo, recibió cuatro nominaciones a los Premios Primetime Emmy de 2020.

## Antecedentes y anuncio

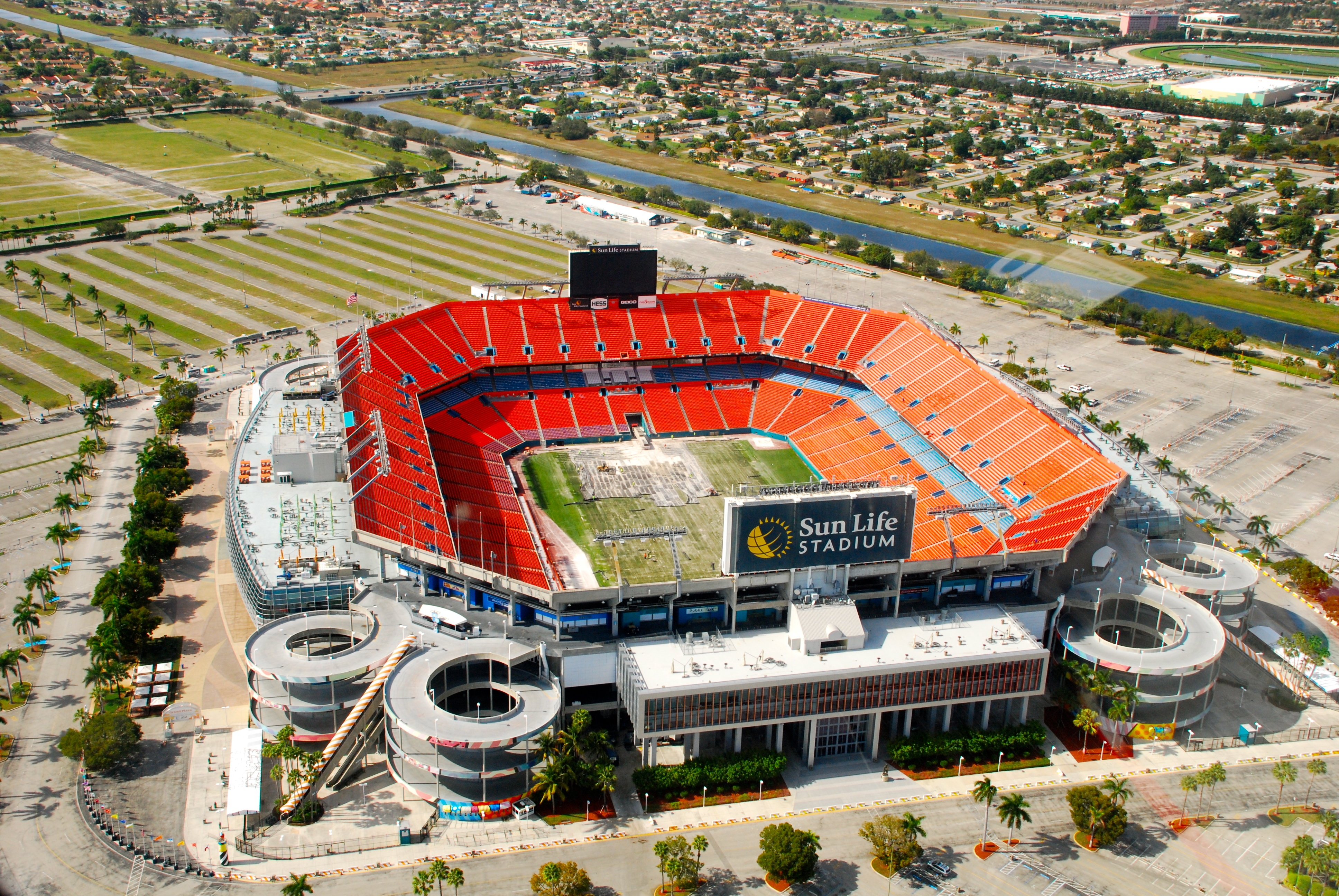
Hard Rock Stadium, lugar donde se llevó a cabo la actuación.

El 26 de septiembre de 2019, Jennifer Lopez y Shakira anunciaron a través de sus redes sociales que ambas encabezarían el espectáculo de medio tiempo del Super Bowl LIV, el cual se llevaría a cabo en el Hard Rock Stadium en Miami Gardens, Florida, el 2 de febrero de 2020. Esta sería la primera vez desde 2004 que el espectáculo era encabezado por más de un artista o banda. Al respecto, Lopez aseguró que ambas querían representar a la comunidad latina en los Estados Unidos y aquellos que buscaban en sueño americano. Más tarde, Lopez también confirmó la participación del grupo de baile colombiano Swing Latino en su parte de la presentación.
En octubre, Rihanna ofreció una entrevista a la revista Vogue donde reveló que la NFL le había ofrecido presentarse en el medio tiempo del Super Bowl, pero rechazó la oferta en apoyo a Colin Kaepernick y el movimiento Black Lives Matter. A finales de enero de 2020, días antes de la actuación, el rapero Jay-Z aseguró haber declinado la oferta por el mismo motivo, además de que la NFL lo quería obligar a tener invitados.

## Recepción

### Audiencia e interacciones en las redes sociales
En los Estados Unidos, el espectáculo fue visto por televisión por 103 millones de personas, lo cual supuso un aumento del 4% respecto a la actuación ofrecida por Maroon 5 el año anterior, que fue vista por 98.2 millones. La presentación de Lopez y Shakira fue ligeramente más vista que el juego en cuestión, el cual atrajo 102 millones de televidentes. Por otra parte, durante el espectáculo, se generaron un total de 1 114 545 de interacciones en Twitter, lo cual fue un aumento del 431% comparado con las interacciones generadas por el espectáculo de Maroon 5 en la misma plataforma.

### Comentarios de la crítica
El espectáculo fue ampliamente aclamado por la crítica. El escritor Jon Pareles de The New York Times expresó que Lopez y Shakira le «devolvieron la chispa a las actuaciones de medio tiempo del Super Bowl» y alabó que la presentación fuese una «fiesta del orgullo latino» ya que fue «una euforia con propósito». Alex Suskind de Entertainment Weekly afirmó que la actuación fue «una redención» respecto a la ofrecida el año anterior por Maroon 5. Asimismo, dijo que fue «una crítica necesaria» a las políticas migratorias del gobierno de Donald Trump y que fue «un perfecto momento triunfal» para la carrera de ambas artistas. El crítico Ed Power de The Telegraph le otorgó cuatro estrellas de cinco y aseguró que la presentación «capturó el espíritu de los espectáculos de medio tiempo del Super Bowl», describiéndolo como «alucinante».
Chris Willman de la revista Variety expresó que, aunque hubo una sobrecarga de referencias culturales, el espectáculo estuvo lleno de «entretenimiento» y «bailes de cadera que supusieron un triunfo». Roisin O'Connor de The Independent calificó al espectáculo con cuatro estrellas de cinco y afirmó que «Jennifer Lopez y Shakira demostraron que las mujeres saben dar mejores actuaciones, con una deslumbrante presentación que celebró el orgullo latino». Greg Kot de Chicago Tribune sostuvo que la actuación fue «menos sobre la música y más sobre capturar la atención de todos», además de mencionar que ha sido el mejor espectáculo de medio tiempo desde el ofrecido por Prince. Por otra parte, Daniel Fienberg de The Hollywood Reporter dijo que «pese a que J.Lo y Shakira no ofrecieron mucho canto en vivo, su actuación sin duda ha sido una de las más entretenidas y enérgicas de los últimos años», y sostuvo que ambas artistas «superaron con creces las expectativas con un medio tiempo lleno de diversión, energía y mensajes políticos». El crítico Hugh McIntyre de Forbes dijo que si bien el espectáculo fue «político y entretenido», hubiera sido bien complementado con la participación de Pitbull y nueva música de parte de ambas. Greg Evans de Deadline Hollywood lo describió como «una celebración de la cultura latina» y dijo que «las dos estrellas latinas le mostraron al mundo cómo se ve la solidaridad y unificación en realidad».

### Social y mediático
Luego del anuncio de que Jennifer Lopez y Shakira encabezarían el espectáculo de medio tiempo, el músico Dee Snider, vocalista de la banda Twisted Sister, criticó a la NFL por ignorar a la música heavy metal. Tras la actuación, Snider volvió a pronunciarse acerca del espectáculo, el cual señaló como muy «obsceno y explícito para las audiencias jóvenes que ven el evento». Por otro lado, hubo numerosas críticas en las redes sociales, con la audiencia alabando la energía de ambas artistas a pesar de sus edades, pero denigrando ampliamente el uso de la sincronía de labios. Asimismo, hubo quejas por la carencia de un tributo al baloncestista Kobe Bryant, quien había fallecido una semana antes del evento en un accidente de helicóptero. Adicional a ello, la Comisión Federal de Comunicaciones de los Estados Unidos informó que recibió 1312 quejas de familias después de la actuación, que la tacharon de ser «un espectáculo porno» y que promovía el tráfico sexual, además de mencionar que el canal debió haber advertido que habría contenido sexual previo al comienzo del medio tiempo. A pesar de ello, distintas celebridades felicitaron a Lopez y Shakira por la actuación a través de sus redes sociales, entre estas P!nk, Donatella Versace, Lady Gaga, Kim Kardashian, Jason Momoa, Keith Urban, entre otras.

## Impacto
Tras la actuación, todas las canciones interpretadas tuvieron un aumento conjunto en ventas del 893% en los Estados Unidos. En sumatoria, el repertorio vendió 21 mil copias a través de iTunes el día del evento. Las canciones de Shakira fueron las que tuvieron mayor impacto, abarcando 13 mil de la totalidad, con «Whenever, Wherever» vendiendo 4000 copias, seguida por «Hips Don't Lie» con 3000 y «Waka Waka (This Time for Africa)» con 2000. En cuanto al repertorio de Lopez, sus canciones sumaron 8000 descargas, con «On the Floor» ocupando 2000. En términos de streaming, las canciones de Lopez vieron un incremento del 335% en Spotify respecto a la semana anterior al evento, mientras que las de Shakira tuvieron un aumento del 230%. Situación similar ocurrió con el servicio de Amazon Music, donde el catálogo de Lopez tuvo un incremento del 432%, mientras que el de Shakira tuvo uno del 150%.
En cuestión de tres días, la actuación logró 85 millones de visitas en YouTube y se convirtió en la más vista de la plataforma. Para enero de 2023, había logrado más de 260 millones de visitas en el canal oficial de la NFL. Asimismo, Shakira fue la artista más buscada a través de Google en los Estados Unidos durante el 2020. Por otra parte, las búsqueda relacionados con Shakira en el sitio PornHub tuvieron un aumento del 1401%, mientras que Lopez vio un incremento del 381%.

## Lista de canciones
Shakira
- «She Wolf» (contiene elementos de «Dare (La La La)»)
- «Empire» (contiene elementos de «Inevitable» y «Kashmir»)
- «Ojos así»
- «Whenever, Wherever»
- «I Like It» (con Bad Bunny; contiene elementos de «En Barranquilla me quedo»)
- «Chantaje» (con Bad Bunny; contiene elementos de «Callaíta»)
- «Hips Don't Lie»

Jennifer Lopez
- «Jenny from the Block»
- «Ain't It Funny (Murder Remix)»
- «Get Right»
- «Waiting for Tonight (Hex Hector Mix)»
- «Que calor» / «Mi Gente» (con J Balvin; contiene elementos de «Booty», «El anillo», «Love Don't Cost a Thing» y «Lento»)
- «On the Floor»

Shakira y Jennifer Lopez
- «Let's Get Loud» (con Emme Muñiz; contiene elementos de «Born in the U.S.A.»)
- «Waka Waka (This Time for Africa)» (contiene elementos de «Icha»)

Fuente: Sports Illustrated y CBS Sports.

## Premios y nominaciones
| Año  | Premiación   | Categoría                                                      | Resultado | Ref.  |
| ---- | ------------ | -------------------------------------------------------------- | --------- | ----- |
| 2020 | Premios Emmy | Mejor Especial de Variedades (En Vivo)                         | Nominado  | [ 8 ] |
| 2020 | Premios Emmy | Mejor Dirección Musical                                        | Nominado  | [ 8 ] |
| 2020 | Premios Emmy | Mejor Diseño y Dirección de Luces en un Especial de Variedades | Ganador   | [ 8 ] |
| 2020 | Premios Emmy | Mejor Dirección en un Especial de Variedades                   | Nominado  | [ 8 ] |